# Pesmes
Pesmes és un municipi francès situat al departament de l'Alt Saona i a la regió de Borgonya - Franc Comtat. L'any 2007 tenia 1.113 habitants.

## Fills il·lustres
- Pierre Matthieu (1563-1621), historiador i poeta.

## Demografia

### Població
El 2007 la població de fet de Pesmes era de 1.113 persones. Hi havia 470 famílies, de les quals 144 eren unipersonals (60 homes vivint sols i 84 dones vivint soles), 177 parelles sense fills, 113 parelles amb fills i 36 famílies monoparentals amb fills.
La població ha evolucionat segons el següent gràfic:
Habitants censats

### Habitatges
El 2007 hi havia 609 habitatges, 485 eren l'habitatge principal de la família, 83 eren segones residències i 41 estaven desocupats. 500 eren cases i 105 eren apartaments. Dels 485 habitatges principals, 325 estaven ocupats pels seus propietaris, 139 estaven llogats i ocupats pels llogaters i 21 estaven cedits a títol gratuït; 5 tenien una cambra, 21 en tenien dues, 89 en tenien tres, 128 en tenien quatre i 242 en tenien cinc o més. 313 habitatges disposaven pel capbaix d'una plaça de pàrquing. A 222 habitatges hi havia un automòbil i a 185 n'hi havia dos o més.

### Piràmide de població
La piràmide de població per edats i sexe el 2009 era:
| Homes | Edats   | Dones |
| ----- | ------- | ----- |
| 0     | 95 o +  | 4     |
| 4     | 90 a 94 | 8     |
| 8     | 85 a 89 | 28    |
| 16    | 80 a 84 | 24    |
| 28    | 75 a 79 | 32    |
| 8     | 70 a 74 | 24    |
| 48    | 65 a 69 | 28    |
| 8     | 60 a 64 | 12    |
| 48    | 55 a 59 | 36    |
| 28    | 50 a 54 | 44    |
| 40    | 45 a 49 | 4     |
| 32    | 40 a 44 | 44    |
| 32    | 35 a 39 | 32    |
| 37    | 30 a 34 | 40    |
| 20    | 25 a 29 | 44    |
| 40    | 20 a 24 | 32    |
| 36    | 15 a 19 | 8     |
| 20    | 10 a 14 | 20    |
| 16    | 5 a 9   | 32    |
| 44    | 0 a 4   | 28    |

## Economia
El 2007 la població en edat de treballar era de 629 persones, 431 eren actives i 198 eren inactives. De les 431 persones actives 385 estaven ocupades (192 homes i 193 dones) i 46 estaven aturades (22 homes i 24 dones). De les 198 persones inactives 77 estaven jubilades, 51 estaven estudiant i 70 estaven classificades com a «altres inactius».

### Ingressos
El 2009 a Pesmes hi havia 494 unitats fiscals que integraven 1.102 persones, la mediana anual d'ingressos fiscals per persona era de 16.674 €.

### Activitats econòmiques
Dels 88 establiments que hi havia el 2007, 1 era d'una empresa extractiva, 3 d'empreses alimentàries, 1 d'una empresa de fabricació de material elèctric, 5 d'empreses de fabricació d'altres productes industrials, 11 d'empreses de construcció, 16 d'empreses de comerç i reparació d'automòbils, 6 d'empreses de transport, 6 d'empreses d'hostatgeria i restauració, 2 d'empreses d'informació i comunicació, 2 d'empreses financeres, 6 d'empreses immobiliàries, 5 d'empreses de serveis, 16 d'entitats de l'administració pública i 8 d'empreses classificades com a «altres activitats de serveis».
Dels 25 establiments de servei als particulars que hi havia el 2009, 1 era una oficina d'administració d'Hisenda pública, 1 gendarmeria, 1 oficina de correu, 1 una oficina bancària, 2 funeràries, 1 taller de reparació d'automòbils i de material agrícola, 1 autoescola, 1 paleta, 1 guixaire pintor, 2 fusteries, 3 lampisteries, 1 electricista, 1 empresa de construcció, 3 perruqueries, 3 restaurants, 1 agència immobiliària i 1 saló de bellesa.
Dels 10 establiments comercials que hi havia el 2009, 1 era un hipermercat, 1 una botiga de més de 120 m², 3 fleques, 1 una fleca, 1 una peixateria, 1 una botiga d'equipament de la llar, 1 una botiga de material de revestiment de parets i terra i 1 una joieria.
L'any 2000 a Pesmes hi havia 8 explotacions agrícoles.

## Equipaments sanitaris i escolars
L'únic equipament sanitari que hi havia el 2009 era una farmàcia.
El 2009 hi havia una escola elemental. Pesmes disposava d'un col·legi d'educació secundària amb 332 alumnes.

## Poblacions més properes
El següent diagrama mostra les poblacions més properes.